# Námořnictvo Severního válčiště
Námořnictvo Severního válčiště Čínské lidové osvobozenecké armády (čínsky v českém přepisu čung-kuo žen-min ťie-fang-ťün pej-pu čan-čchü chaj-ťün, pchin-jinem zhōngguó rénmín jiěfàngjūn běibù zhànqū hǎijūn, znaky zjednodušené 中国人民解放北部战区海军), dříve také známé jako Severomořská flota (čínsky v českém přepisu pej-chaj ťien-tuej, pchin-jinem běihǎi jiànduì, znaky zjednodušené 北海舰队), je námořní složka Severního válčiště Čínské lidové osvobozenecké armády a jedna ze tří flot Námořnictva Čínské lidové osvobozenecké armády.
Námořnictvo Severního válčiště je zodpovědné za obranu oblasti Pochajského moře a Žlutého moře.

## Velení
| Velitelé (od roku 2016) 1. vadm. Jüan Jü-paj (袁誉柏) (2016 – leden 2017) 2. kadm. Čang Wen-tan (张文旦) (leden 2017 – prosinec 2017) 3. vadm. Li Jü-ťie (李玉杰) (prosinec 2017 – prosinec 2019) 4. vadm. Chu Čung-ming (胡中明) (prosinec 2019 – leden 2022) 5. vadm. Wang Ta-čung (王大忠) (leden 2022 – ve funkci) | Političtí komisaři (od roku 2016) 1. vadm. Kchang Fej (康非) (2016 – září 2020) 2. vadm. Fu Jao-čchüan (傅耀泉) (září 2020 – ve funkci) |

## Seznam lodí
| Třída                           | Jméno a číslo lodi |
| Letadlová loď                   | Letadlová loď |
| ------------------------------- | --- |
| Letadlová loď typu 001          | Liao-ning (16) |
| Křižníky                        | |
| Křižník typu 055                | Nan-čchang (101), Lhasa (102), An-šan (103), Wu-si (104) |
| Torpédoborce                    | |
| Torpédoborec typu 052D          | Si-ning (117), Wu-lu-mu-čchi (118), Kuej-jang (119), Čcheng-tu (120), Čchi-čchi-cha-er (121), Tchang-šan (122), Chuaj-nan (123), Kchaj-feng (124), Cchang-čou (125)                    |
| Torpédoborec typu 052           | Charbin (112) (vlajková loď), Čching-tao (113) |
| Torpédoborec typu 051C          | Šen-jang (115), Š'-ťia-čuang (116) |
| Fregaty                         | |
| Fregata typu 054A               | Jen-tchaj (538), Wu-chu (539), Cao-čuang (542), Jen-čcheng (546), Lin-i (547), Wej-fang (550), Ta-čching (576), Chan-tan (579), Ž’-čao (598)                                           |
| Fregata typu 053H3              | I-čchang (564), Chu-lu-tao (565) |
| Korvety                         | |
| Korveta typu 056                | Sin-jang (501), Ta-tchung (580), Jing-kchou (581), Wej-chaj (590), Fu-šun (591) |
| Korveta typu 056A               | Sung-jüan (600), Pching-ting-šan (602), Ting-čou (603), Mu-tan-ťiang (604), Čang-ťia-kchou (605), Sin-ťi (606), Wu-chaj (650), Čang-jie (654), Chuang-š' (655), Čchin-chuang-tao (656) |
| Stíhače ponorek                 | |
| Stíhač ponorek typu 037IS       | Čchang-chaj (632), Suej-čung (633), Žen-čchiou (761), Pao-feng (634), Jin-čchuan (635)                                                                                                 |
| Raketové čluny                  | |
| Raketový člun typu 037IG        | Šou-kuang (766) |
| Ponorky                         | |
| Ponorka typu 094                | 420, 421 |
| Ponorka typu 093                | 416, 417, 418, 419 |
| Ponorka typu 092                | 406 |
| Ponorka typu 091                | 403, 404, 405 |
| Ponorka typu 032                | 201 |
| Ponorka typu 039                | 315, 316. 320, 321, 323, 327, 328 |
| Ponorka typu 039B               | 340, 341 |
| Ponorka typu 035                | 356, 357, 359, 360, 362, 363 |
| Tankové výsadkové lodě (LST)    | |
| Výsadková loď typu 072A         | Tchien-ču-šan (911), Ta-čching-šan (912) |
| Minolovky                       | |
| Minolovka typu 081              | Čching-čou (730), Jü-čcheng (731), Wu-ti (732), Süan-wej (733) |
| Zásobovací a podpůrné lodě      | |
| Bojová zásobovací loď typu 901  | Chu-lun-chu (901) |
| Zásobovací loď typu 903A        | Tchaj-chu (889), Tung-pching-chu (960), Kche-kche-si-li-chu (968) |
| Ponorková podpůrná loď typu 926 | Chaj-jang-tao (864), Liou-kung-tao (865), Čchang-tao (867) |
| Zpravodajská loď typu 815       | Tchien-lang-sing (794), Kchaj-jang-sing (796) |
| Zpravodajská loď typu 814A      | Pej-tiao (900) |
| Testovací lodě                  | Pi-šeng (891), Chua-luo-keng (892) |
| Oceánská záchranná loď typu 925 | Wu-liang-su-chaj (845) |
| Záchranná loď typu 917          | Pej-ťiou 143 |
| Nemocniční loď typu 920A        | Ťi-siang Fang-čou (868) |